# Pascua Lama

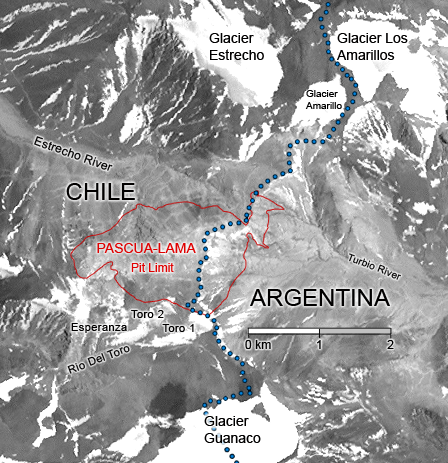
Mapa con la extensión territorial del proyecto Pascua Lama

Pascua Lama fue un proyecto a cargo de la empresa minera Barrick Gold, con sede en Toronto, Canadá, que involucra a Chile y Argentina y que consiste en explotar una mina a cielo abierto de la que se extraerá principalmente oro, además de plata, cobre y otros minerales, a 4500 m s. n. m. en territorio fronterizo. En Chile, se sitúa en la Región de Atacama, específicamente en la comuna de Alto del Carmen en la provincia de Huasco, mientras que en la Argentina, en el Departamento Iglesia en la provincia de San Juan.
La inversión estimada será de 2300-2400 millones de dólares, con una vida útil de al menos 23 años. La cantidad de reservas calculadas es de 18 millones de onzas de oro, 731 millones de onzas de plata y 662 millones de libras de cobre. Con un porcentaje de depósitos del 75% del lado chileno y 25% del argentino. Barrick Gold estima que Pascua-Lama creará 6500 empleos directos durante la etapa de construcción y 1.660 puestos de trabajo durante los, al menos, 23 años de operación, aunque sin especificar si dichas plazas laborales serán de procedencia nacional o extranjera. Esta perspectiva de nuevos puestos de trabajo ha generado el apoyo por parte de algunos alcaldes chilenos, que han salido en defensa del proyecto.
El método de extracción del oro empleando lixiviación con cianuro y la posibilidad de contaminación del agua de los glaciares muy próximos a la zona de extracción han generado un fuerte rechazo al proyecto por parte de ciertos sectores, tanto en la Argentina como en Chile.
El 18 de enero de 2018 la Superintendencia de Medio Ambiente anunció la clausura definitiva de Pascua Lama luego de realizar un procedimiento sancionatorio, donde se establecieron 33 cargos en contra del proyecto minero, 5 de ellos de gravedad suficiente como para determinar la clausura total y definitiva. En octubre del mismo año, el tribunal ambiental de Antofagasta falló a favor del cierre del proyecto. En marzo de 2019, ante los reclamos de la empresa, la Corte Suprema de Chile dejó sin efecto la medida. El 17 de septiembre de 2020, el Tribunal Ambiental de Antofagasta confirmó el cierre definitivo de Pascua Lama manteniendo una multa de $ 7 000 000 000 pesos chilenos. Barrick Gold anunció que no apelará a dicha decisión, pero no descartó cerrarle las puertas al proyecto.

## Historia
El primer registro de actividades de exploración minera en la zona es de 1977.
En ese año, los geólogos de Compañía Minera San José, recolectaron muestras geoquímicas de la superficie y llevaron a cabo mediciones geofísicas. Durante la década de los '80, las exploraciones continuaron y en 1987 la compañía australiana Bond Gold International adquirió Compañía Minera San José, pero luego de dos años todos estos activos pasaron a manos de la compañía canadiense LAC Minerals.
El programa de exploraciones continuó y en 1993 LAC Minerals comenzó estudios de línea de base ambiental y factibilidad. En 1994, Barrick adquirió los activos de LAC Minerals. Esto debilito a la actividad agropecuaria ya que en 1986 la familia Sciaroni ' hizo un trato con la exportacion

El Tratado de Integración y Complementación Minera, celebrado entre Chile y Argentina en diciembre de 1997, y ratificado por ley nacional por ambos gobiernos en el 2000, fijó el marco legal para el desarrollo de la minería a través de la frontera. El monto de la inversión se ha estimado en 950 millones de dólares. El Proyecto tiene una vida útil de 20 años según las actuales reservas, y anualmente producirá unas 5.000 toneladas de cobre contenido en concentrados, 615.000 onzas de oro y 18,2 millones de onzas de plata.
La idea del proyecto surgió hace varios años y en 2001 las autoridades chilenas aprobaron el Estudio de Impacto Ambiental (EIA) que presentó la empresa Barrick, pero la iniciativa se postergó hasta 2004, cuando se retomó la idea de desarrollarla. El Tratado de Integración y Complementación Minera firmado en 1997 por los presidentes de Argentina y de Chile, y el Protocolo Adicional Específico suscrito en agosto de 2004 por los cancilleres de ambos países –que resuelve aspectos prácticos para la futura operación de esta faena transfronteriza– aportaron elementos para que se pueda llevar a cabo Pascua–Lama.
En Chile el Estudio de Impacto Ambiental (EIA) fue aprobado a mediados de febrero de 2006, de acuerdo a la Resolución N.º 024 En tanto el entonces Presidente argentino, Kirchner, en una visita a San Juan pidió "que se desarrolle la minería con respeto al medio ambiente"y  pidió respetar el medio ambiente en la construcción de minas.

## Controversias y conflictos ambientales
La minería como actividad económica siempre ha estado rodeada de controversias. Sus opositores alegan que un efecto ambiental inevitable es el que se produce como consecuencia de la cianuración del oro, proceso tóxico que es el más frecuentemente utilizado en la extracción aurífera. Sin embargo, hay quienes aseguran que está demostrado que las empresas socialmente responsables son capaces de controlar la producción, uso y eliminación de este elemento sin traer complicaciones a las personas o el medio ambiente.
El exalcalde de Huasco, Chile Juan Sabando, ha restado importancia a los cuestionamientos ecológicos, explicando que los habitantes de la ciudad portuaria no han participado en las protestas y afirmando que son personas "extranjeras, religiosos", en definitiva, “personas que no conocen del quehacer diario de la provincia” los que se oponen al proyecto.
La evaluación del impacto ambiental y las aprobaciones de EIA e IIA en Chile y Argentina en 2006 establecen que Barrick no va a remover hielo o glaciares, ya que hacerlo sería una violación de los permisos concedidos por las autoridades pertinentes como está establecido expresamente en la Resolución de Calificación Ambiental: “La compañía solamente accederá al mineral de manera tal que no se produzca ninguna remoción, reubicación, destrucción ni intervención física de los glaciares Toro 1, Toro 2 y Esperanza”. La exigencia referida a la protección de esas masas de hielo se encuentra entre las más de 400 condiciones incluidas en la aprobación del proyecto en Chile.
Greenpeace criticó duramente el proyecto en 2005, alegando, entre otras cosas, que se removerán parte de los tres glaciares (Toro 1, Toro 2 y Esperanza) que se encuentran sobre el área de la mina, además del manejo de peligrosas sustancias tóxicas tales como el cianuro de sodio, y la contaminación de las aguas que conforman la cuenca del río Huasco; además de representar un peligro para las tradicionales actividades agrícolas de la zona. Las críticas fueron tomadas en cuenta y se realizaron modificaciones al proyecto en el año 2006, lo que permitió finalmente su aprobación. Greenpeace lleva actualmente una campaña contra la Barrick Gold para frenar el proyecto.
Conforme a los requisitos estipulados por las autoridades en la aprobación del proyecto, la empresa está obligada a mantener la calidad de agua establecida en la línea base -que se determinó con anterioridad al inicio del proyecto- en un punto ubicado aproximadamente 45 km aguas arriba de la comunidad más cercana. Junto con eso, la calidad del agua que salga de la propiedad minera, unos 30 km aguas abajo del proyecto y 15 km aguas arriba de la comunidad más cercana, deberá ser monitoreada para mantener los estándares que se aplican en Chile para el agua potable.
Los opositores al proyecto sostienen que se vería afectado el suministro de agua de los 70.000 agricultores en el valle de Huasco por la liberación de cianuro, ácido sulfúrico y mercurio en el valle. A esto la Barrick responde que la minería de oro no utiliza ácido sulfúrico, ni mercurio y que usa una solución de cianuro muy diluida, que se disuelve cuando es expuesto al aire o a otros oxidantes. La situación se agravó en 2012 con manifestaciones callejeras contra el proyecto en Chile, Argentina y Canadá.
En 2013, la banca canadiense le quitó US$500 millones de financiamiento a Barrick y un tribunal chileno aceptó una orden precautoria de grupos indígenas contra el proyecto, con lo cual Pascua Lama se postergó en forma indefinida. Varios proyectos de empresas canadienses Barrick y Yamana Gold atraviesan zonas de glaciares en la cordillera.
También se dice que la empresa ha comprado el apoyo de los agricultores con la "asistencia social" y las promesas de los 60 millones de dólares para obras de infraestructura, y que el Tratado de Integración y Complementación Minera fue aprobado bajo la presión de Barrick. En noviembre de 2005, una petición de 18.000 firmas fue presentada al gobierno chileno por el Frente de Lucha Anti Pascua Lama, una coalición de grupos ambientalistas.
Barrick afirma que los 1.500 millones de dólares "serían directamente invertidos en la provincia de Huasco en Chile y en la provincia de San Juan en la Argentina", y que ha "identificado más de 600 proveedores potenciales de la III Región de Chile". Dice asimismo que ha recibido los antecedentes de más de 140.000 personas interesadas en ser parte del proyecto minero.[cita requerida]
Sin embargo, las declaraciones tranquilizadoras de la empresa canadiense no logran convencer a los opositores al proyecto, como lo demuestra el documental de Martin Frigon "Eldorado, la sed de oro". Por decreto presidencial fue favorecida al quitarse las retenciones a las mineras.
A 2016 comunidades diaguita de Chile declararon verse afectandas por  proyectos mineros como Pascua Lama y El Morro. En 2016 del lado argentino se generó una fuerte polémica por el l decreto N°349/16, que eliminó el pago de un canon del 5% a la explotación y exportación de minerales que había sido fijado por el presidente interino Eduardo Duhalde en marzo de 2002, para beneficiar a Barrick Gold. Causando críticas de todo el arco político, la diputada Elisa Carrió afirmó  respecto al decreto que: "Un país que cuida su presente y piensa su futuro pone como prioridad la agenda ambiental, no la rentabilidad de unos pocos. Por lo tanto la defensa del interés general no debe ceder ante las presiones sectoriales, como lo es el lobby minero”, Fernando Solanas: declaró: “con esta decisión, el Gobierno de Macri premia a las mineras que contaminaron con millones de litros de cianuro los ríos de San Juan”.Margarita Stolbizer: También criticó la medida: “las ganancias se las llevan las empresas multinacionales que dejan pasivos ambientales y sociales imposibles de revertir. No se puede seguir haciendo concesiones”. Alberto Asseff: Diputado del Parlasur y  especialista en geopolítica, expresó: “... Hay mucho daño ambiental y está probado por la Justicia chilena en algún sonado caso como el de Barrick. Si invierten en plantas purificadoras por ejemplo podrían beneficiarse con la desgravación de sus exportaciones”. La eliminación de las retenciones mineras representó una pérdida para el Estado de 223 millones de dólares en 2017 se produjo un derrame en la mina. A 2017 Su explotación está frenada por la Justicia chilena por dañar dos glaciares, pero aun así del lado argentino reactivo la explotación, en 2017 un derrame provocó estragos en la zona argentina.
El 2020 por sentencia Rol 5-2018 del Primer Tribunal Ambiental se confirman la mayoría de las sanciones dispuestas por la SMA en la Resolución Exenta N.º 70 de 2018. Acreditándose por el Tribunal graves afectaciones a la salud de la población y al medio ambiente de forma tal que la sanción de clausura fue aplicada 5 veces por la SMA, siendo confirmadas 3 de las 5 (debiendo las otras dos ser recalificadas), al ser respecto de esos hechos infraccionales la única sanción susceptible de tutelar los bienes jurídicos medio ambiente y salud de la población. Esto sin perjuicio de las otras afectaciones (al medio humano, a deberes de información, etc.) por las cuales se les sancionó con multas.

## Impacto ambiental
Según su Informe de Impacto Ambiental, Barrick Gold pretende obtener de Pascua Lama 14,4 millones de onzas de oro (que equivalen a 447 toneladas), lo cual requeriría:
- Roca removida con explosivos: 1.806 millones toneladas.
- Agua: 170 millones m³
- Cianuro de sodio: 379.428 toneladas
- Explosivos: 493.500 toneladas
- Gasoil/diésel: 943 millones de litros
- Nafta/Bencina: 22 millones de litros.
- Lubricantes: 57 millones de litros.
- Electricidad: 110 MW.

Esto equivale a que cada gramo de oro extraído en Pascua Lama precisará remover 4 toneladas de roca, y consumir 380 litros de agua, 43,6 kWh de electricidad (similar al consumo semanal de un hogar argentino medio), 2 litros de gasolina, 1,1 kilogramos de explosivos y 850 gramos de cianuro de sodio. 
En cuanto al manejo hídrico, Barrick reconoce haber cambiado el curso de un río: “Existe un desvío del río Potrerillos, pero no para satisfacer las necesidades de agua. El desvío es para asegurar el no contacto de las aguas claras con la pila de lixiviación por compromisos ambientales y de seguridad con los que trabaja la compañía”.

## Ley glaciares
El diputado argentino Miguel Bonasso del FPV presentó un proyecto de ley de protección contra la minería en zona de glaciares y periglaciares que fue aprobado por el parlamento.La ley fue reglamentada por el decreto 207/2011 el 28 de febrero de 2011.
En diciembre de 2016 el diario Infobae reveló los planes del gobierno argentino para "destruir" el espíritu de la ley de glaciares a través de una reglamentación que desvirtúe la definición de glaciar y allane el camino para la instalación de mineras en zonas prohibidas, ya que existen  cuatro proyectos que contienen en su área zonas protegidas por el Inventario Nacional de Glaciares, una de ellas Pascua Lama.